# Lénakel
Lénakel – miasto w Vanuatu; na wyspie Tanna, w prowincji Tafea. Według danych szacunkowych na rok 2010 liczy 1473 mieszkańców. Przemysł spożywczy, ośrodek turystyczny.